# Орлин Събев
Орлин Стаменов Събев е български историк, османист.

## Биография
Орлин Събев е роден на 21 ноември 1970 г. Завършва история във Великотърновския университет „Св. св. Кирил и Методий“.
Работи в Института за балканистика към БАН. Защитава през 2000 г. докторската дисертация „Османски образователни институции в българските земи“, като негов научен ръководител е ст.н.с. Мария Калицин.
Става ст.н.с. ІІ ст. (доцент) през 2005 г. с хабилитация на тема „Първото османско пътешествие в света на печатната книга (1726 – 1746)“.
Доктор на науките от 2015 г. с дисертационния труд „Робърт колеж: образователни идеали, политики и резултати (60-те години на XIX – 30-те години на XX век)“.
Професор от 2017 г.
Орлин Събев е автор на редица монографии, издадени в България и в чужбина, както и на многочислени научни публикации за историята на Османската империя през ХV-ХІХ век с акцент върху историята на образованието и книгата.
Той също така е автор на преводи на художествена литература от турски език - на романи от Орхан Кемал и на анекдоти за Настрадин Ходжа.

## Основни публикации
- „Османски училища в българските земи ХV-ХVІІІ“, 2001;
- „Първото османско пътешествие в света на печатната книга“, 2004;
- „Робърт колеж и българите“, 2015;
- „Книгата и нейният храм: История на османските библиотеки в България“, 2017;
- „Просветени на Изток с лъчите на Запада: Българската ученическа колония в Цариград (ХІХ-ХХ век)“, 2019;
- „Българският ХІХ век: нови архиви и прочити“, 2019 (съставител, съвместно с Християн Атанасов);

- ((tr)) „İbrahim Müteferrika ya da İlk Osmanlı Matbaa Serüveni (1726-1746). Yeniden Değerlendirme“, 2006;
- ((en)) „Spiritus Roberti: Shaping New Minds and Robert College in Late Ottoman Society (1863-1923)“, 2014;
- ((en)) „Waiting for Müteferrika: Glimpses of Ottoman Print Culture“, 2018.